# Cobitis zhejiangensis
Cobitis zhejiangensis är en fiskart som beskrevs av Son och He 2005. Cobitis zhejiangensis ingår i släktet Cobitis och familjen nissögefiskar. Inga underarter finns listade i Catalogue of Life.